# Malvastrum aurantiacum
Malvastrum aurantiacum là một loài thực vật có hoa trong họ Cẩm quỳ. Loài này được (Scheele) Walp. mô tả khoa học đầu tiên năm 1851.